# Raffaele Uccella
Raffaele Uccella (Santa Maria Capua Vetere, 1884 – 1920) è stato uno scultore italiano.

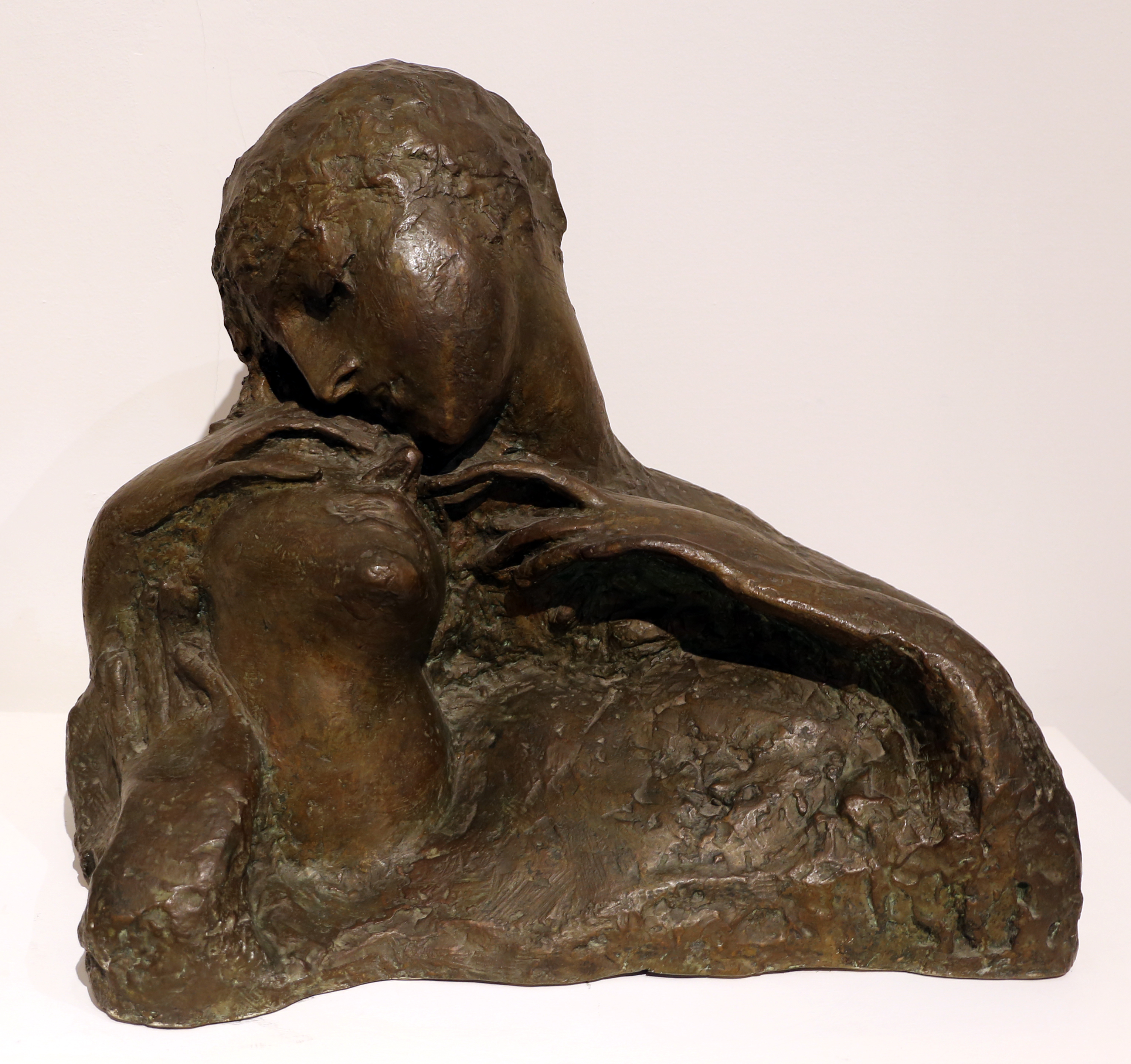
Maternità, 1910-20 circa, Museo Napoli Novecento 1910-1980

Alcune fra le opere principali dell'artista sono esposte presso la sala Uccella-Martucci del museo campano di Capua.
Nella città natale gli è stato intitolato l'Istituto Autonomo Comprensivo in via Lussemburgo.